# Кубраковское сельское поселение
Кубраковское сельское поселение — муниципальное образование в составе Вейделевского муниципального района Белгородской области Российской Федерации.
Административный центр — село Кубраки.

## История
Границы территории муниципального образования и статус — сельское поселение определены законом Белгородской области.

## Население
| 2010  | 2011  | 2012  | 2013  | 2014  | 2015  | 2016  | 2017  | 2018  |
| ----- | ----- | ----- | ----- | ----- | ----- | ----- | ----- | ----- |
| 1198  | ↘1191 | ↘1158 | ↘1114 | ↘1093 | ↘1089 | ↘1085 | ↘1065 | ↘1057 |
| 2019  | 2020  | 2021  |       |       |       |       |       |       |
| ↘1028 | ↘990  | ↗1045 |       |       |       |       |       |       |

## Состав сельского поселения
| № | Населённый пункт | Тип населённого пункта       | Население |
| - | ---------------- | ---------------------------- | --------- |
| 1 | Банкино          | село                         | ↘171      |
| 2 | Галушки          | село                         | ↘184      |
| 3 | Калиновка        | хутор                        | →0        |
| 4 | Колесников       | хутор                        | ↘313      |
| 5 | Кубраки          | село, административный центр | ↘483      |
| 6 | Россыпное        | хутор                        | ↘47       |

## Местное самоуправление
Представительным органом сельского поселения является земское собрание, состоящее из 10 человек.
Главы сельского поселения 
- Рыбальченко Татьяна Ивановна
- Шевченко Роман Валентинович